# Aéroport international Palonegro
L'aéroport international Palonegro (code IATA : BGA • code OACI : SKBG) est un aéroport international situé dans la ville de Lebrija, près de Bucaramanga, en Colombie.

## Situation

### Carte des aéroports de Colombie
| \| 20 km1:4 119 000 \| Acandí Apartadó / Carepa Araracuara Arauca Armenia Bahía Solano Barrancabermeja Barranquilla / Soledad Bogota Bucaramanga · Lebrija Buenaventura Cali Carthagène · des Indes Corozal Cúcuta Florencia Guapi Ibagué Ipiales · Aldana La Chorrera La Pedrera Leticia Maicao Manizales Medellín Medellín O. H. Mitú Montería Neiva Nuquí Ocaña Pereira Popayán Providencia Puerto · Asís Puerto · Carreño Quibdó Riohacha San Andrés San José · del Guaviare San Juan · de Pasto San Vicente · del Caguán Santa Marta Saravena Tame Tumaco Valledupar Villavicencio Yopal |
| 20 km1:4 119 000 |

## Compagnies et destinations
| Compagnies      | Destinations |
| --------------- | --- |
| Avianca         | Barranquilla-E. Cortissoz, Bogota-El Dorado, Carthagène-R. Núñez, Medellín-J. M. Córdova |
| Clic            | - Arauca-Santiago Pérez Quiroz, - Cali-Alfonso-Bonilla-Aragón, - Carthagène-R. Núñez, - Cúcuta, - Medellín-J. M. Córdova, - Medellín-O Herrera (en), - Pereira Matecaña, - Saravena (en), - El Yopal (en) |
| Copa Airlines   | Panama-Tocumen |
| LATAM Colombia  | Bogota-El Dorado |
| SATENA          | Saravena (en) |
| Spirit Airlines | Fort Lauderdale-Hollywood |
| Wingo           | Bogota-El Dorado |

Édité le 08/04/2018  Actualisé le 18/12/2023

## Statistiques
Pour des raisons techniques, il est temporairement impossible d'afficher le graphique qui aurait dû être présenté ici.

Voir la requête brute et les sources sur Wikidata.